# Жерс (река)
Жерс (фр. Gers) је река у Француској. Дуга је 176 km. Улива се у Гарону. 